# Kapustînți, Volodarka
Kapustînți (în ucraineană Капустинці) este localitatea de reședință a comunei Kapustînți din raionul Volodarka, regiunea Kiev, Ucraina.

## Demografie
Componența lingvistică a localității Kapustînți
     Ucraineană (99,15%)
     Alte limbi (0,64%)
Conform recensământului din 2001, majoritatea populației localității Kapustînți era vorbitoare de ucraineană (99,15%), existând în minoritate și vorbitori de alte limbi.